# Cylindropuntia arbuscula
Cylindropuntia arbuscula ist eine Pflanzenart aus der Gattung Cylindropuntia in der Familie der Kakteengewächse (Cactaceae). Das Artepitheton arbuscula stammt aus dem Lateinischen, bedeutet ‚kleiner Baum‘ und verweist auf die Wuchsform der Art. Fremdsprachige Trivialnamen sind „Branched Pencil Cholla“, „Bush Cholla“, „Chollita“, „Chumbera“, „Pencil Cholla“ und „Tasajo“.

## Beschreibung
Cylindropuntia arbuscula wächst strauchig oder baumförmig, ist reich verzweigt und erreicht Wuchshöhen von 0,5 bis 3 Meter. Auf den grünen purpurfarben übertönten, 6 bis 10,5 Zentimeter langen und 0,5 bis 1,3 Zentimeter im Durchmesser messenden Triebabschnitten befinden sich schmale undeutliche Höcker. Die kreisrunden Areolen sind lohfarben bis braun bewollt und tragen hellgelbe Glochiden. Die bis zu drei Dornen, die auch fehlen können, befinden sich zerstreut entlang der Triebabschnitte. Sie sind kräftig, normalerweise abwärts gebogen, gelb bis rötlich braun und werden im Alter schwarz. Die Dornen sind 0,8 bis 8 Zentimeter lang. Ihre lose sitzenden Scheiden sind gelblich braun.
Die dunkel bronzefarbenen bis orange-bronzefarbenen Blüten erreichen Längen von 1,7 bis 2 Zentimeter. Die grünen bis gelben Früchte sind fleischig und nicht bedornt. Sie sind 2,5 bis 5 Zentimeter lang und erreichen Durchmesser von 1,5 bis 3,5 Zentimeter.

## Verbreitung, Systematik und Gefährdung
Cylindropuntia arbuscula ist in den Vereinigten Staaten im Bundesstaat Arizona sowie in den mexikanischen Bundesstaaten Sinaloa und Sonora in der Sonora-Wüste bis in Höhenlagen von 1000 Metern verbreitet.
Die Erstbeschreibung als Opuntia arbuscula von George Engelmann wurde 1856 veröffentlicht. Frederik Marcus Knuth stellte die Art 1936 in die Gattung Cylindropuntia. Ein nomenklatorisches Synonym ist Grusonia arbuscula (Engelm.) G.D.Rowley (2006).
In der Roten Liste gefährdeter Arten der IUCN wird die Art als „Least Concern (LC)“, d. h. als nicht gefährdet geführt. Die Entwicklung der Populationen wird auf Grund der großen Verbreitung einzelner Pflanzen als stabil angesehen.

## Nachweise